# Kmita Zabierzów (piłka nożna)
Kmita Zabierzów – polski klub piłkarski z siedzibą w Zabierzowie. Został założony w 1936 roku. Początkowo stanowił filię krakowskiej "Wisły". Na początku 1946 r. dokonano zmiany nazwy na "Kmita", uzasadniając, że łączy się to z legendarną postacią Kmity (chodziło o ród magnacki, którego protoplastą był starosta krakowski Jan Kmita). Powodem odłączenia się od Białej Gwiazdy był "(...) brak jakiegokolwiek poparcia i zainteresowania ze strony macierzystego T. S. Wisła (Kraków)". W styczniu 1946 r. prezesem klubu wybrano Jarosza, a tytuły honorowych członków nadano: dyrektorowi fabryki gwoździ i drutu inż. W. Krzyżanowskiemu oraz dyrektorowi Wapiennika inż. J. Elsnerowi. Obecnie zespół występuje w rozgrywkach klasy okręgowej.

## Sukcesy
- 14. miejsce w rozgrywkach II ligi w sezonie 2006/2007

## Nazwy klubu
- 1936 – filia T.S. Wisła Kraków
- LZS Zabierzowianka
- 1946 – T.S. Kmita Zabierzów
- wiosna 2007 – LKS Tiger Kmita Zabierzów (nazwa sponsora)
- październik 2007 – LKS Kmita Zabierzów
- AP 2011 Zabierzów
- AP Kmita Zabierzów

## Stadion
Kmita Zabierzów rozgrywa domowe mecze na stadionie przy ulicy Sportowej 2 w Zabierzowie. Obiekt może pomieścić 2000 kibiców, jednak zadaszenie zainstalowane jest jedynie nad pięciuset krzesełkami.

## Sezon po sezonie
| Sezon   | Liga                                      | Pozycja | Punkty | Bramki | Uwagi                         |
| ------- | ----------------------------------------- | ------- | ------ | ------ | ----------------------------- |
| 1998/99 | A-Klasa (grupa Kraków)                    | 12      | 31     | 35:50  |                               |
| 1999/00 | A-Klasa (grupa Kraków)                    | 4       | 44     | 62:27  |                               |
| 2000/01 | A-Klasa (grupa Kraków)                    | 1       | 52     | 51:18  | awans                         |
| 2001/02 | Liga okręgowa (grupa Kraków)              | 6       | 54     | 65:42  |                               |
| 2002/03 | Liga okręgowa (grupa Kraków)              | 1       | 77     | 120:23 | awans                         |
| 2003/04 | IV liga (grupa małopolska)                | 1       | 78     | 87:26  | awans poprzez baraże          |
| 2004/05 | III liga (grupa 4)                        | 5       | 51     | 54:36  |                               |
| 2005/06 | III liga (grupa 4)                        | 1       | 63     | 58:29  | awans                         |
| 2006/07 | II liga                                   | 14      | 37     | 35:46  | przegrane baraże o utrzymanie |
| 2007/08 | II liga                                   | 15      | 31     | 28:40  |                               |
| 2008/09 | I liga                                    | 18      | 21     | 11:57  | spadek                        |
| 2009/10 | III liga (grupa małopolsko-świętokrzyska) | 10      | 51     | 54:41  |                               |
| 2010/11 | III liga (grupa małopolsko-świętokrzyska) | 18      | 9      | 7:88   | spadek                        |
| 2011/12 | Liga Okręgowa (grupa Kraków I)            | 10      | 37     | 44:35  |                               |
| 2012/13 | Liga Okręgowa (grupa Kraków I)            | 3       | 56     | 56:35  |                               |
| 2013/14 | Liga Okręgowa (grupa Kraków II)           | 6       | 33     | 46:32  |                               |
| 2014/15 | Liga Okręgowa (grupa Kraków II)           | 8       | 30     | 29:33  |                               |
| 2015/16 | Liga Okręgowa (grupa Kraków II)           | 3       | 47     | 47:36  |                               |
| 2016/17 | Liga Okręgowa (grupa Kraków II)           | 8       | 32     | 43:53  |                               |
| 2017/18 | Liga Okręgowa (grupa Kraków II)           | 13      | 20     | 32:64  | spadek                        |
| 2018/19 | Klasa A (grupa Kraków II)                 | 1       | 68     | 99:28  | awans                         |
| 2019/20 | Liga Okręgowa (grupa Kraków II)           | 10      | 15     | 18:39  | [ 4 ]                         |
| 2020/21 | Klasa Okręgowa (grupa Kraków II)          | 3       | 60     | 66:25  |                               |
| 2021/22 | Klasa Okręgowa (grupa Kraków II)          | 3       | 51     | 53:26  |                               |
| 2022/23 | Klasa Okręgowa (grupa Kraków II)          | 4       | 54     | 67:31  | [ 5 ]                         |
| 2023/24 | Klasa Okręgowa (grupa Kraków II)          | 1       | 64     | 79:19  | awans                         |
| 2024/25 | V liga (grupa małopolska zachodnia)       | 12      | 42     | 37:46  |                               |

| Oznaczenie kolorami |
| ------------------- |
| II poziom ligowy    |
| III poziom ligowy   |
| IV poziom ligowy    |
| V poziom ligowy     |
| VI poziom ligowy    |
| VII poziom ligowy   |

## Piłkarze

### Obecny skład
| Nr | Poz. | Piłkarz             |
| -- | ---- | ------------------- |
| 2  | OB   | Piotr Drewniak      |
| 5  | OB   | Łukasz Gad          |
| 6  | PO   | Maciej Trzmielewski |
| 7  | NA   | Józef Mazela        |
| 8  | PO   | Sebastian Sepioł    |
| 11 | NA   | Dawid Burzyński     |
| 13 | OB   | Damian Celarski     |
| 15 | PO   | Tomasz Kaczor       |
| 17 | OB   | Kamil Mitka         |
| 18 | NA   | Rafał Strojek       |
| 19 | NA   | Paweł Wojdała       |
| 20 | PO   | Konrad Podobiński   |

| Nr | Poz. | Piłkarz            |
| -- | ---- | ------------------ |
| 21 | BR   | Daniel Bomba       |
| 32 | BR   | Michał Iliński     |
| 33 | BR   | Patryk Mucha       |
| 76 | OB   | Krzysztof Krauz    |
| 78 | OB   | Piotr Powroźnik    |
| 90 | PO   | Michał Kanclerz    |
| –  | OB   | Mateusz Grochola   |
| –  | OB   | Łukasz Kominiak    |
| –  | PO   | Piotr Koperny      |
| –  | PO   | Andrzej Kozubowski |
| –  | PO   | Piotr Figiel       |
| –  | NA   | Sławomir Wiatr     |

## Sztab szkoleniowy
| Funkcja          | Imię i nazwisko     |
| ---------------- | ------------------- |
| Trener drużyny   | Artur Gaweł         |
| Kierownik        | Kazimierz Śliwiński |
| Masażysta        | Michał Caba         |
| Asystent trenera | Artur Gaweł         |

## Trenerzy Kmity od sezonu 2001/2002
- Maksymilian Cisowski
- Dariusz Wójtowicz
- Jerzy Kowalik
- Krzysztof Piszczek
- Piotr Kocąb
- Robert Moskal
- Mirosław Hajdo
- Piotr Jawień
- Krzysztof Bukalski